# Liste der Baudenkmale in Rövershagen
In der Liste der Baudenkmale in Rövershagen sind alle Baudenkmale der Gemeinde Rövershagen (Landkreis Rostock) und ihrer Ortsteile aufgelistet (Stand 10. Februar 2021).

## Rövershagen
| ID  | Lage                            | Bezeichnung                         | Beschreibung | Bild                           |
| --- | ------------------------------- | ----------------------------------- | --- | ------------------------------ |
| 618 | Bahnhofstraße 3 (Karte)         | Wohnhaus                            | |                                |
| 619 | Bahnhofstraße 4 (Karte)         | Wohnhaus                            | |                                |
| 620 | Rostocker Straße 1 (Karte)      | Holländerwindmühle Rövershagen      | Holländerwindmühle von 1881; bis 1963 mit Wind betrieben. | Holländerwindmühle Rövershagen |
| 621 | Bahnhofstraße 10 (Karte)        | Bahnhof Rövershagen                 | Bahnhof, Empfangsgebäude | Bahnhof Rövershagen            |
| 622 | Graal-Müritzer Straße 2 (Karte) | Pfarrhaus mit Garten                | |                                |
| 624 | (Karte)                         | Kirche mit Friedhof und Einfriedung | Gotische Kirche von der ersten Hälfte des 14. Jahrhunderts, Langhaus aus Backstein; nur leicht eingezogener Chor aus Feldstein mit sechs Strebepfeilern; hölzerner Turm 1900 ersetzt durch quadr. Backsteinturm mit achteckigem Spitzhelm; Innen: Flache Decken, zwei 2004 freigelegten Fresken, Kanzel von 1593, Barocker Altaraufsatz von 1708, Triumphkreuz 16. Jh., Friese-Orgel von 1869. | Weitere Bilder                 |
| 804 | Am Friedhof (Karte)             | Kriegerdenkmal 1914/18              | |                                |

## Behnkenhagen
| ID  | Lage                  | Bezeichnung | Beschreibung | Bild |
| --- | --------------------- | ----------- | ------------ | ---- |
| 142 | Dorfstraße 22 (Karte) | Ziehbrunnen |              |      |

## Oberhagen
| ID  | Lage             | Bezeichnung                                       | Beschreibung | Bild |
| --- | ---------------- | ------------------------------------------------- | ------------ | ---- |
| 625 | Oberhäger Straße | Gedenkstein für Häftlinge des KZ-Außenlager Barth |              |      |

## Veränderungen
Im Vergleich zur Denkmalliste 2007 ist nicht mehr enthalten:

### Behnkenhagen
| ID | Lage            | Bezeichnung | Beschreibung | Bild |
| -- | --------------- | ----------- | ------------ | ---- |
|    | Weg zur Villa 2 | Bauernhaus  |              |      |

## Quelle
Denkmalliste des Landkreises Rostock A ‐ Z (Stand: 10. Februar 2021; PDF, 497 KB)